# アルトゥール・ロジンスキ
アルトゥール・ロジンスキ（Artur Rodziński, 1892年1月1日  - 1958年11月27日）は、オーストリア帝国出身でアメリカ合衆国で活躍したポーランド人の指揮者。

## 生涯
オーストリア＝ハンガリー帝国領スパラト（現クロアチア領スプリト）でポーランド人の両親のもとに生まれる。その後レンベルク（現ウクライナ領リヴィウ）で育ち、同地の大学で法学を学んだ。1914年に、帝国の軍医だった父親の転勤により、家族とともにウィーンに行き、引き続き法学を研究する。そのかたわらでウィーン音楽アカデミー（旧名ウィーン音楽院）に進学する。1916年に法学博士の学位を取得する。
第一次世界大戦後の1918年、当時ポーランド共和国領となっていたリヴィウに戻り、ヴェルディのオペラ『エルナーニ』を指揮して指揮者としてデビュー。その後は渡米し、1925年から1929年までレオポルド・ストコフスキー率いるフィラデルフィア管弦楽団のもとで勤める。
1929年からはカリフォルニア州に移り、4年間にわたってロサンジェルス・フィルハーモニー管弦楽団を指揮。1933年から1943年まではクリーヴランド管弦楽団の音楽監督に就任（1933年にアメリカ国籍を取得している）し、在任期間中に数度のオペラ上演にも携わった。
1936年にはザルツブルク音楽祭でウィーン・フィルハーモニー管弦楽団を指揮する。その際に知り合ったアルトゥーロ・トスカニーニの依頼で、NBC交響楽団の練習指揮者に就任する。トスカニーニ着任までの間にオーケストラをトスカニーニ好みに合うよう徹底的に鍛え上げた（ただし、訓練があまりにも峻烈すぎたためか、オーバーヒートを恐れたNBC側は、タイプの異なるピエール・モントゥーも訓練指揮者として招聘した）。
1943年には、ジョン・バルビローリの後任としてニューヨーク・フィルハーモニックの常任指揮者となるが、間もなくニューヨーク・フィルに初めて設けられたポスト「音楽監督」に就任。その強大な権限をフルに行使して、コンサートマスターを含めた大量の楽員を「血の浄化」とばかりに大リストラを敢行した。リストラ本来の意味である「再構築」の面では多大な功績があったものの、芸術面での意見で経営陣と折り合いが悪く、1947年2月に音楽監督を解任される。
解任後、 間もなくシカゴ交響楽団に職を得て活動したが、『シカゴ・トリビューン』紙の名物辛口女性評論家クラウディア・キャシディの珍しい擁護にもかかわらず、赤字問題でシカゴの職を追われ、ヨーロッパに戻った。
ヨーロッパに戻った後は健康を害し、ウェストミンスターへのレコーディング活動のほかは目立った活動はあまり出来なくなっていた。また、1953年にはNHK交響楽団からの客演依頼もあったが、健康面の問題で実現しなかった。
1958年11月、シカゴ・リリック・オペラで『トリスタンとイゾルデ』の公演後、指揮している最中に倒れ、ボストンに移送されたが間もなく亡くなった。
息子のリチャードはヴァン・クライバーン国際ピアノコンクールの会長であったが、退職し、現在はチャイコフスキーコンクールの審査員長を務めている。

## レコーディング

### 主な録音
ウィーン・フィルハーモニー管弦楽団のクラリネット首席であったレオポルド・ウラッハと共演したモーツァルトのクラリネット協奏曲の他、ウェストミンスターにかなりの数の録音を遺し、ドヴォルジャークの『新世界交響曲』などの国民楽派や、スクリャービンの『法悦の詩』など近代音楽を得意とした。

## 逸話
- ニューヨーク・フィルハーモニックの音楽監督時代に、その強大な権限を行使し、厳しい練習と楽員のリストラを行ったことは事実である。余りのやり方にメンバーとの衝突もたびたびで、ロジンスキー自身、身の危険を感じ、拳銃を忍ばせてリハーサルに臨んだという説もある。当然経営者側との衝突も絶えず、彼が音楽監督を辞任する際にはオーナーのアーサー・ジャドソンから「音楽の進化を不可能にした独裁者」と非難されるほどであった。だが、若手の育成にも力を入れ、1943年8月、駆け出しの若手であったレナード・バーンスタインを副指揮者として育て、同年11月急病でニューヨーク・フィル公演をキャンセルしたブルーノ・ワルターの代理に抜擢し、成功させたのは大きな功績である。
- 激情的な性格はしばしば周囲との軋轢をもたらしたが、自身が発掘したバーンスタインが音楽監督のポストを窺うと思いこんで、怒りのあまりバーンスタインの首を絞める事件まで引き起こした[5][出典無効]。